# كارولين كيج
كارولين كيج (بالإنجليزية: Carolyn Gage)‏ هي كاتِبة ومخرجة وممثلة أمريكية، ولدت في 1952 في الولايات المتحدة. من الجوائز التي نالتها جائزة لامدا الأدبية.

## جوائز
- جائزة لامدا الأدبية